# Neuburg am Rhein
Neuburg am Rhein ist eine Ortsgemeinde im Landkreis Germersheim in Rheinland-Pfalz. Sie gehört der Verbandsgemeinde Hagenbach an und ist Grenzort zu Frankreich.

## Geographie

### Lage
Die Gemeinde liegt an der deutsch-französischen Grenze. Am gegenüberliegenden Rheinufer liegen in Baden-Württemberg die Große Kreisstadt Rheinstetten (Neuburgweier), Au am Rhein (Landkreis Rastatt) und Karlsruhe (Daxlanden). Neuburg ist die südlichste Gemeinde von Rheinland-Pfalz. Die Entfernung zur nördlichsten Gemeinde Friesenhagen beträgt circa 280 Kilometer. Zur Gemeinde gehören zusätzlich die Wohnplätze Bahnwärterhaus Dörruck und Ziegelei Frohnau.

### Gewässer
Die Gemeinde liegt in der südöstlichsten Ecke von Rheinland-Pfalz zwischen Rhein und Lauter. Vor Ort existiert der Neuburger Altrhein. Der Polder Daxlander Au erstreckt sich teilweise über das Gemeindegebiet. Ganz im Süden bildet die Alte Lauter die Grenze zu Frankreich.

## Geschichte

### Mittelalter
Urkundlich klar belegt ist 1086 die Schenkung einer „Grafschaft Vorechheim“ im Ufgau (heute: Forchheim-Rheinstetten), durch Kaiser Heinrich IV. an den Bischof von Speyer. Dazu gehörte auch das rechtsrheinische, spätere Gebiet von Neuburg. 1102 überließ das Bistum die Länderei als Lehen an die Herren von Eberstein. Diese befestigten um 1250 den strategisch bedeutsamen Platz und nannten ihn „Zer Niuwenburc“. 1259 verpfändete Otto von Eberstein das Dorf „Niwenbure“ (Neuburg) als Heiratsgut seiner Schwester, Adelheid von Eberstein, an deren Mann, Heinrich II. von Lichtenberg. Lehnsherr blieb weiterhin der Bischof von Speyer. Es wurde von den Herren von Eberstein nicht mehr ausgelöst.
Bei der ersten Landesteilung der Herrschaft Lichtenberg, die um 1330 stattfand, wurde Neuburg dem Landesteil der „älteren Linie“, den Nachkommen Heinrich II. von Lichtenberg, zugeordnet. 1337 erhielt Neuburg Stadtrecht, und zwar das von Hagenau. Neuburg diente bei der Heirat der Agnes von Lichtenberg, Tochter von Ludwig II. von Lichtenberg, als Pfand zur Sicherung ihrer Mitgift. Diese wurde 1359 durch eine Geldzahlung abgelöst. 1377 wurde es von der älteren Linie der Lichtenberger an Heinrich IV. von Lichtenberg von der jüngeren Linie übergeben, wobei dieser sich gleichzeitig verpflichtete, Schulden des älteren Linie zu begleichen. Heinrich IV. verpfänden Neuburg 1369 an die Stadt Straßburg und verkaufen es endgültig 1383 an Kurfürst Rupprecht I. von der Pfalz (1309–1390).

### Neuzeit

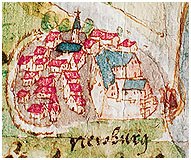
Neuburg auf der kurpfälzischen Rheinstromkarte, ca. 1595

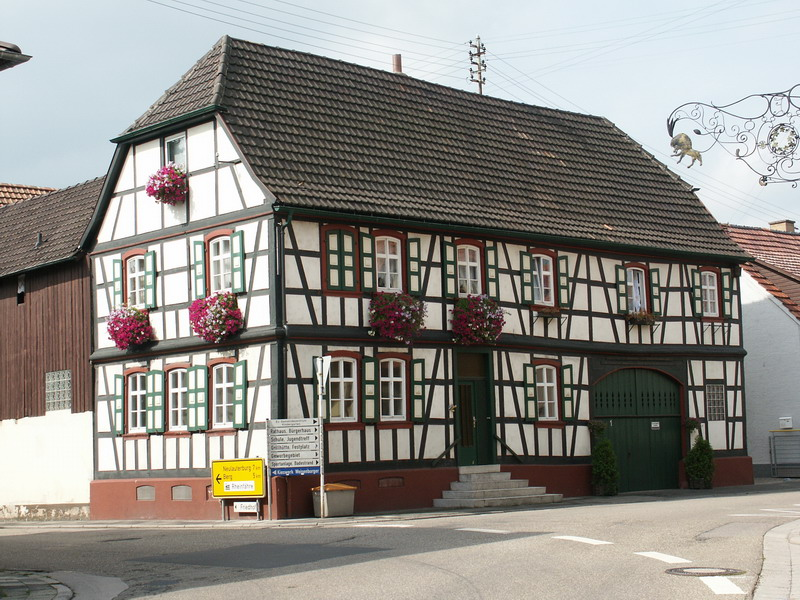
Fachwerk in Neuburg

Neuburg lag ursprünglich rechts des Rheins. Der Hauptort („Flecken“) lag innerhalb einer Rheinschleife. Zwischen 1592 und 1595 änderte der Rhein seinen Lauf und schnitt die Schleife ab. Damit war das Gemeindegebiet durch den Rhein geteilt; der „Flecken“ lag linksrheinisch auf einer Insel. In den Folgejahren siedelte das Dorf auf trockenen Grund um. Die rechtsrheinische Festungsanlage verfiel.
Während des Holländischen Krieges griff das französische 15e régiment d’infanterie am 10. März 1675 den Ort an und eroberte ihn.
1707 wurde der rechtsrheinische Ortsteil Neuburgweier eine eigenständige Gemeinde. Zwischen 1890 und 1935 verkaufte Neuburg die letzten rechtsrheinischen Teile seiner Gemarkung, beispielsweise an die Stadt Karlsruhe und das Land Baden. Neuburg nennt sich heute das Dorf, das den Rhein überquerte.
Durch die Verlegung des Ortes auf die linke Stromseite gingen nicht nur große Teile der Gemarkung, sondern auch die Stadtrechte verloren. Aus der Stadt mit einem Blutgericht und einer bedeutenden Lotsen- und Zollstation war ein Schiffer- und Fischerdorf geworden. Der Kampf gegen die Hochwasserfluten des Rheins war aber auch nach der Rheinbegradigung in der ersten Hälfte des 19. Jahrhunderts noch nicht beendet. Erst nach dem Hochwasser der Neujahrsnacht 1882/83, das die gesamte Gemarkung überflutete, wurden die Deichbauten verbessert.
Von 1802 bis 1815, als die Pfalz Teil der Französischen Republik (bis 1804) und anschließend Teil des Napoleonischen Kaiserreichs war, war Neuburg in den Kanton Lauterbourg eingegliedert. 1815 wurde der Ort Österreich zugeschlagen. Bereits ein Jahr später wechselte der Ort wie die gesamte Pfalz in das Königreich Bayern. Ab 1815 war der Ort Bestandteil des Kanton Kandel. Von 1818 bis 1862 gehörte Neuburg dem Landkommissariat Germersheim an; aus diesem ging anschließend das Bezirksamt Germersheim hervor. Seit 1939 ist der Ort Bestandteil des Landkreises Germersheim. 
Im Zweiten Weltkrieg erlitt Neuburg schwere Schäden, vor allem weil der Grenzort in der Roten Zone des Westwalls lag.

## Bevölkerung

### Einwohnerentwicklung
Wenn nicht gesondert aufgeführt, ist die Quelle der Daten das Statistische Landesamt Rheinland-Pfalz.
| Jahr | Einwohner |
| ---- | --------- |
| 1802 | 904       |
| 1815 | 1.285     |
| 1835 | 1.483     |
| 1849 | 1.778     |
| 1861 | 1.631     |
| 1871 | 1.538     |
| 1905 | 1.605     |

| Jahr | Einwohner |
| ---- | --------- |
| 1939 | 1.977     |
| 1950 | 1.958     |
| 1965 | 2.612     |
| 1970 | 2.605     |
| 1975 | 2.617     |
| 1980 | 2.617     |
| 1985 | 2.545     |

| Jahr | Einwohner |
| ---- | --------- |
| 1990 | 2.513     |
| 1995 | 2.522     |
| 2000 | 2.523     |
| 2005 | 2.547     |
| 2010 | 2.555     |
| 2013 | 2.577     |
| 2015 | 2.640     |

### Konfessionsstatistik
Im Jahr 1871 waren von insgesamt 1538 Einwohnern 1340 evangelisch (87 %) und 198 katholisch (13 %). Zum 31. Dezember 2016 waren 56,4 % der Einwohner evangelisch und 19,1 % römisch-katholisch. Die übrige 24,5 % gehörte einer anderen Glaubensgemeinschaft an oder war konfessionslos.  Die Zahl der Protestanten und Katholiken ist seitdem gesunken. Derzeit (Stand September 2022) sind von den Einwohnern 47,0 % evangelisch, 17,8 % katholisch und 35,2 % sind konfessionslos oder gehören einer anderen Glaubensgemeinschaft an.
Während im Umland die katholische Konfession überwiegt, ist dies in Neuburg genau umgekehrt. 1686 gelang es unter französischer Besetzung, die reformierten Pfarreien aufzuheben und sie der römisch-katholischen Kirche zu übertragen. Doch die Mehrzahl der Neuburger Protestanten machte den Konfessionswechsel nicht mit und erhielt 1701 die Religionsfreiheit zugesichert.

## Politik

### Gemeinderat
Der Gemeinderat in Neuburg besteht aus 20 Ratsmitgliedern, die bei der Kommunalwahl am 9. Juni 2024 in einer personalisierten Verhältniswahl gewählt wurden, und einem ehrenamtlichen Ortsbürgermeister als Vorsitzendem.
Die Sitzverteilung im Gemeinderat:
| Wahl | SPD | CDU | WGN | Gesamt   |
| ---- | --- | --- | --- | -------- |
| 2024 | 06  | 7   | 07  | 20 Sitze |
| 2019 | 06  | 4   | 10  | 20 Sitze |
| 2014 | 08  | 5   | 07  | 20 Sitze |
| 2009 | 11  | 4   | 05  | 20 Sitze |
| 2004 | 09  | 6   | 05  | 20 Sitze |

### Ortsbürgermeister
Dieter Hutzel (CDU) wurde am 28. August 2024 Ortsbürgermeister von Neuburg am Rhein. Bei der Direktwahl am 9. Juni 2024 hatte er sich mit einem Stimmenanteil von 57,2 % gegen einen Mitbewerber durchgesetzt.
Bürgermeister seit 1949:
- 1949–1979: Albert Vollmer[23]
- 1979–1984: Rudolf Gerber (Wählergruppe)
- 1984–1994: Erwin Muth (SPD)
- 1994–2004: Heinz Degitz (SPD)
- 2004–2014: Thorsten Pfirmann (SPD)
- 2014–2024: Hermann Knauß (Wählergruppe Neuburg)[24]
- seit 2024: Dieter Hutzel (CDU)

### Wappen
| Wappen von Neuburg am Rhein | Blasonierung: „In Schwarz ein gesenkter silberner Anker, beidseits von einem rotbewehrten und -bezungten goldenen Löwen gehalten.“ |
| Wappen von Neuburg am Rhein | Wappenbegründung: Es wurde 1968 vom Mainzer Innenministerium genehmigt und geht zurück auf ein Siegel aus dem Jahr 1727.           |

### Gemeindepartnerschaften
Mit Hennickendorf wird eine Partnerschaft gepflegt.

## Kultur

### Kulturdenkmäler

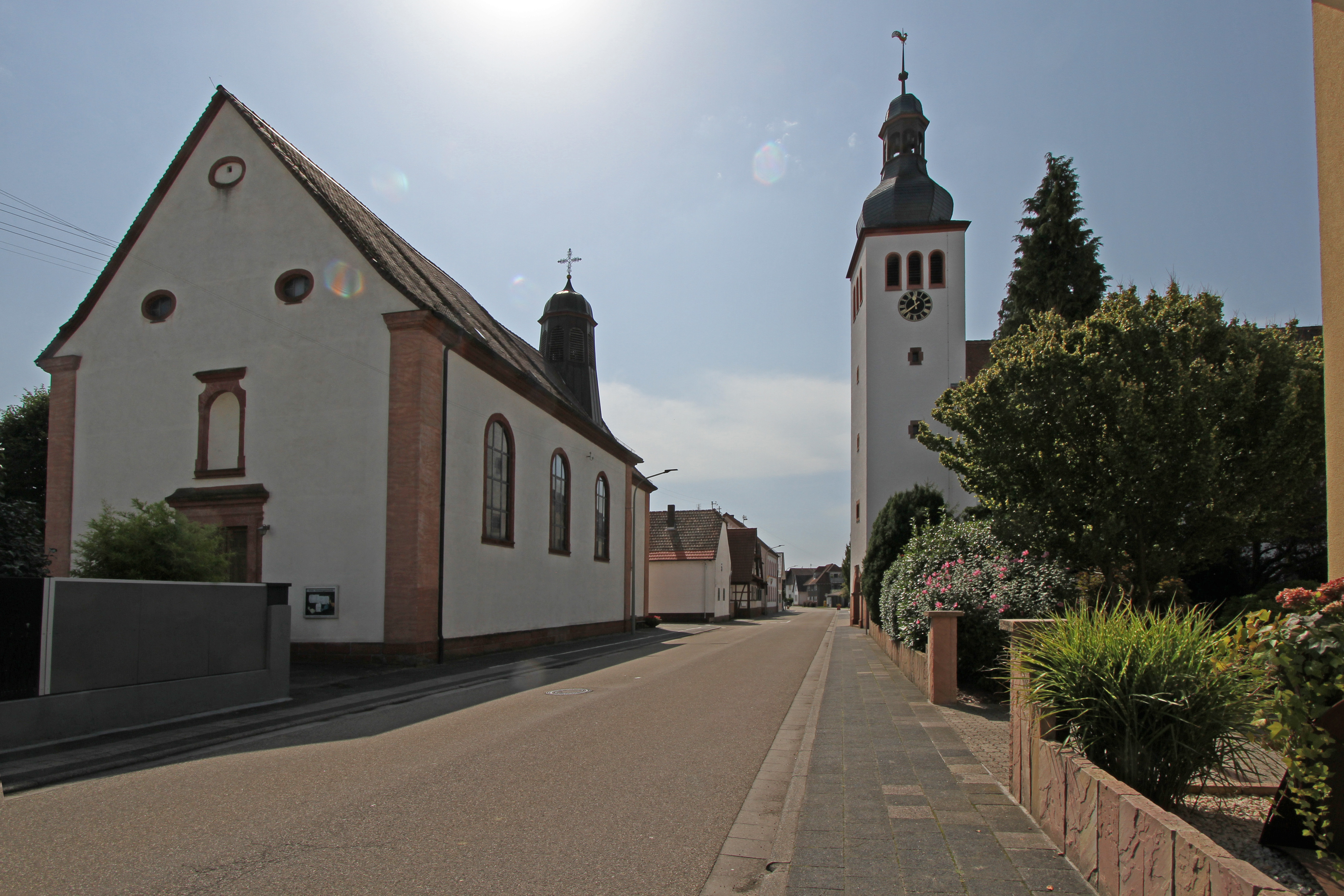
Katholische (links im Bild) und evangelische Kirche

Das Ensemble Kehlstraße und Hauptstraße ist als Denkmalzone ausgewiesen.
Eine Besonderheit ist, dass sich die protestantische und römisch-katholische Kirche direkt gegenüberstehen. In der römisch-katholischen Kirche St. Remigius befindet sich die älteste erhaltene Orgel des Orgelbauers Michael Stiehr aus dem Jahre 1786.

### Natur
Über das Gemeindegebiet erstrecken sich die Naturschutzgebiete Kleines Altwasser, Neuburger Altrhein, südlicher Teil, Neuburger Altrhein, westlicher Teil und Stixwörth, die Gemarkung ist auch Teil des überregionalen Landschaftsschutzgebiets „Pfälzische Rheinauen“. Neuburg stellt außerdem innerhalb von Rheinland-Pfalz einen von drei Fundorten der Kiemenflusskrebsart Lepidurus apus dar. Mit der Linde am Bahnwärterhaus existiert vor Ort außerdem ein Naturdenkmal.

### Mundart
In Neuburg wird eine sehr eigentümliche Variante des pfälzischen Dialekts gesprochen, welche sich deutlich von den pfälzischen Nachbargemeinden und dem angrenzenden Elsass unterscheidet. Man vermutet, dass dieses Idiom auf die durch Hochwasser und Flusslaufveränderungen immer wieder neu entstandene Insellage im Rhein zurückzuführen ist.

## Wirtschaft und Infrastruktur

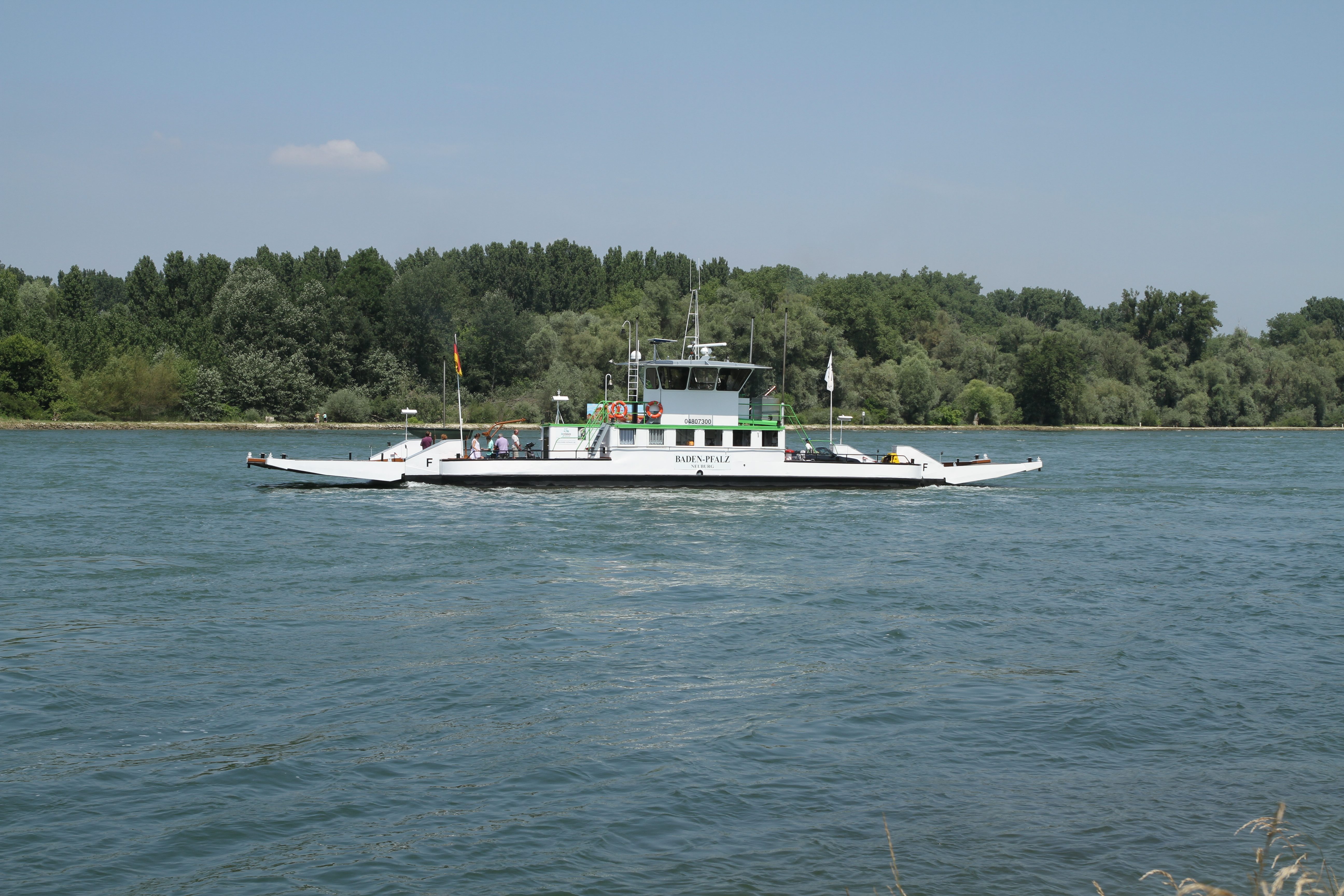
Rheinfähre Baden-Pfalz

### Wirtschaft
Im Mittelalter und in der frühen Neuzeit fungierte Neuburg als Zollstätte für Schiffe auf dem Rhein.

### Verkehr

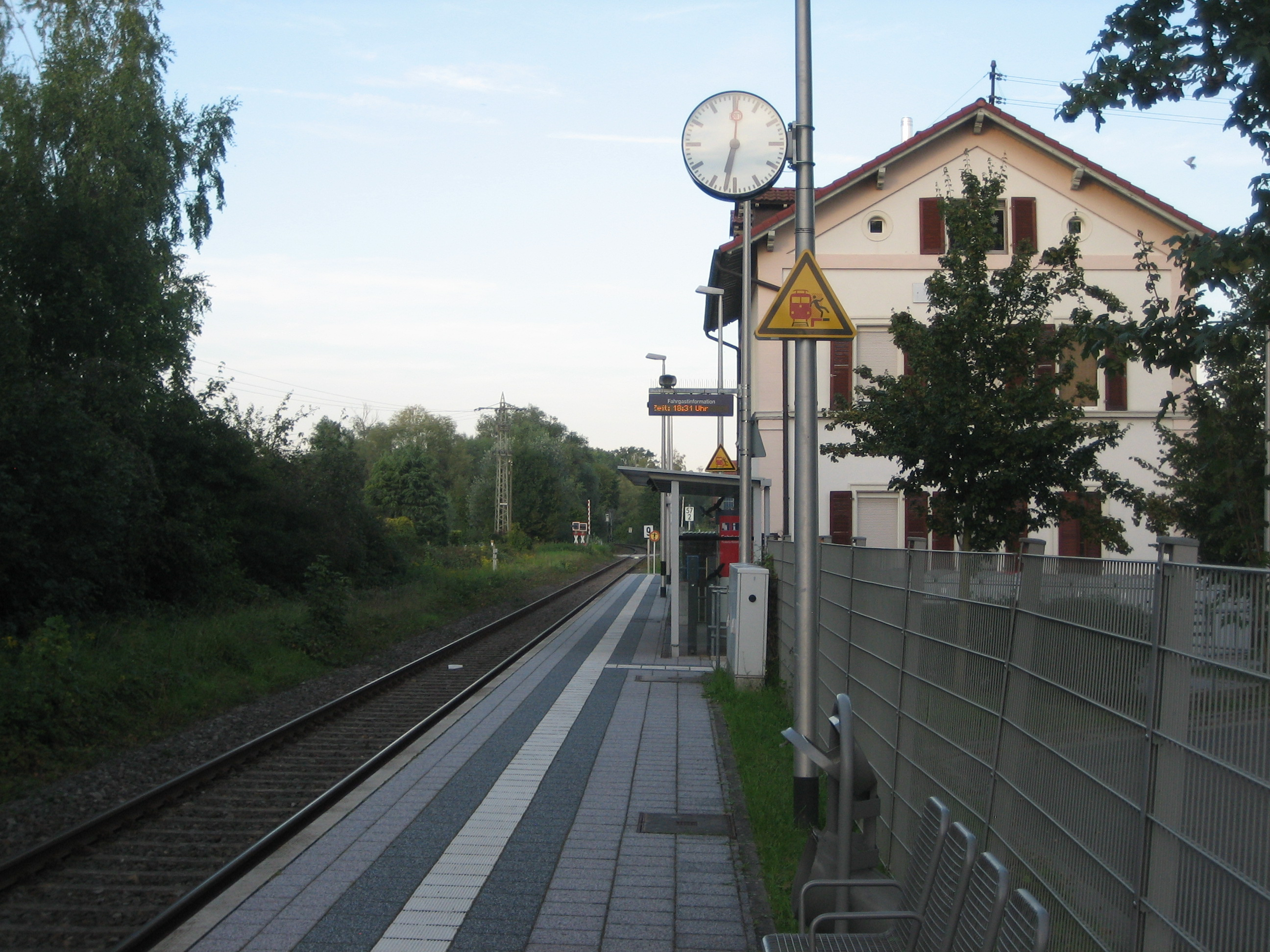
Haltepunkt Neuburg

Zwischen Neuburg und dem badischen Neuburgweier (Stadt Rheinstetten) besteht eine Autofähre. Neuburg hat einen Haltepunkt an der Bahnstrecke Wörth–Strasbourg.

### Tourismus
Die erste Etappe der Rheinland-Pfalz-Radroute führt durch die Gemeinde, ebenso der Skulpturenweg Hagenbach – Lauterburg.

### Behörden
Die Gemeinde gehört zum Zuständigkeitsbereich des Amtsgericht Kandel.

## Persönlichkeiten

### Ehrenbürger
- 1980, 7. Juni: Albert Vollmer (* 4. Oktober 1906, † 8. August 1988), Ortsbürgermeister von 1949 bis 1979, wurde für seine große Verdienste um den Wiederaufbau des kriegszerstörten Dorfes und dessen Weiterentwicklung zur modernen Wohngemeinde zum Ehrenbürger ernannt. Sein Engagement für Neuburg und die Verbandsgemeinde Hagenbach wurden auch mit der Verleihung der Freiherr-vom-Stein-Plakette des Landes (1965), dem Ehrenbrief des Gemeindetages Rheinland-Pfalz und des Bundesverdienstkreuzes am Bande gewürdigt.[23][26]
- 1996, 6. März: Erwin Muth (* 16. November 1931, † 16. August 2016), Ortsbürgermeister von 1984 bis 1994, nachdem er zuvor 32 Jahre Mitglied des Gemeinderats war. Als Dank für seine langjährige Arbeit im Rat und für seinen Einsatz zum Wohle der Gemeinde wurde er am 8. März 1996 zum Ehrenbürger ernannt, nachdem ihm bereits die Freiherr-vom-Stein-Plakette (1990) und das Bundesverdienstkreuz am Bande (1993) verliehen wurden.[27][28]
- Gerd Balzer (* 1942), Heimatforscher, Verfasser der Ortschronik und Beigeordneter. Beschluss des Ortsgemeinderates vom Januar 2020. Balzer ist außerdem Träger der Landesehrennadel.[29]

### Sonstige Persönlichkeiten
- Heinrich von Bünau (1778–1834), preußischer Generalmajor und Kommandant der Festung Jülich, nahm während des ersten Koalitionskriegs an Kämpfen vor Ort teil
- Ferdinand von Malaisé (1806–1892); bayerischer General und Erzieher von König Ludwig III., wuchs in Neuburg auf.
- Karl Epple (1893–1961), Fuhr- und Tiefbauunternehmer und Gründer der gleichnamigen Kies- und Tiefbaufirma, erschloss 1938 vor Ort eine Kiesgrube
- Helmut Adamzyk (1926–1996), Politiker (CDU, SPD), war zeitweise Volksschullehrer in Neuburg
- Dörthe Muth (1932–2019), Lehrerin, Konrektorin, SPD-Kommunalpolitikerin und von 1998 bis 2002 Richterin am Verfassungsgerichtshof Rheinland-Pfalz, lebte ab 1957 in Neuburg und starb dort
- Elisa Agbaglah (* 1990), Schauspielerin, wuchs vor Ort auf